# Bruno Grothe

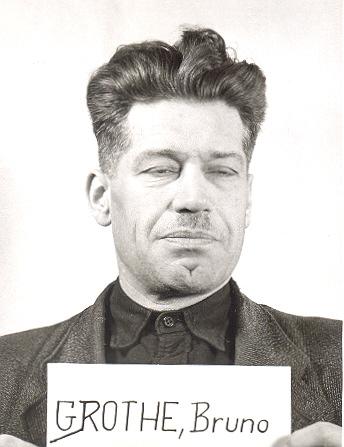
Bruno Grothe als Zeuge bei den Nürnberger Prozessen

Bruno Karl Cäsar Albert Grothe (* 19. Dezember 1898 in Hamburg; † 2. Mai 1973 ebenda) war ein deutscher Polizeibeamter.

## Leben und Wirken
Grothe wurde als unehelicher Sohn der Elise Cecilie Dorothea Achtermann und des Bruno Carl Albert Grothe geboren. Er trug zunächst den Nachnamen Achtermann, erhielt aber nach der Heirat der Eltern am 21. April 1900 den Nachnamen des Vaters.
In seiner Jugend besuchte Grothe von 1904 bis 1912 die Volksschule in Hamburg. Anschließend arbeitete er in kaufmännischen Betrieben als Gehilfe, bevor er im November 1916 zum Kriegsdienst im Ersten Weltkrieg eingezogen wurde. Nach dem Krieg trat Grothe in den Polizeidienst ein, in dem er bis 1934 in der Schutzpolizei und Kriminalpolizei verwendet wurde.
Zu Beginn der 1930er Jahre führte Grothe die Bezeichnung eines Kriminalassistenten.
Im April 1934 wurde Grothe vom Berliner Polizeipräsidium in das Geheime Staatspolizeiamt versetzt, in dem er als Bearbeiter in die Abteilung III (Abwehr) kam, die zu dieser Zeit von Günther Patschowsky geleitet wurde. Als Kriminalsekretär hatte Grothe dort vor allem England betreffende Angelegenheiten zu betreuen. Während der Röhm-Affäre im Sommer 1934 war Grothe mit dem Abtransport der im Berliner Regierungsviertel ermordeten Opfer der Aktion befasst.
In den Berliner Adressbüchern der 1930er und 1940er Jahre ist er als Kriminalassistent und später als Kriminalsekretär mit Wohnsitz in der Urbanstraße 124 bzw. der Rooßstraße 17 verzeichnet.
Nach der Errichtung des Reichssicherheitshauptamtes und der damit einhergehenden organisatorischen Umgliederung der Gestapo-Zentrale blieb Grothe in der Abwehrabteilung, die nun als Gruppe IV E firmierte. Innerhalb der Abwehrabteilung wurde er zu dieser Zeit dem von Kriminalrat Schambacher geleiteten Referat IV E 4 zugeteilt.
Im Anschluss an den Venlo-Zwischenfall vom Herbst 1939 war Grothe mit der Betreuung der bei dieser Gelegenheit in deutsche Gefangenschaft geratenen englischen Agenten Sigismund Payne Best und Richard Henry Stevens beauftragt: Er verhörte die beiden bis 1944 wiederholt und beaufsichtigte ihre Unterbringung im KZ Sachsenhausen. Hierzu hatte er einen persönlichen Auftrag von Walther Schellenberg erhalten. Beide sagten nach dem Krieg zu seinen Gunsten aus, u. a. dass auf seine Beschwerde bei Schellenberg dieser sich dafür eingesetzt hätte, ihre leichte Fesselung als Häftlinge aufzuheben.
Best beschrieb Grothe in seinen Erinnerungen als einen „netten kleinen Mann namens Grothe“ (nice little man named Grothe), der eine Art „allgemeines Faktotum“ (general factotum) des Gestaphauptquartiers gewesen sei: Wenn Dinge, wie ein Stuhl, ein Tisch oder ein Bleistift gebraucht wurde, sei nach ihm gerufen worden und er habe die gewünschten Dinge schnell herbeigeschafft. Ihn, Best, habe Grothe mit Dingen wie Sandwiches, Äpfeln und Zigaretten versorgt und ihn dabei so zuvorkommend und menschlich behandelt, dass sie „echte Freunde“ (real friends) geworden seien. Es habe ihm während seiner ganzen Haftzeit „großen Trost“ (great comfort) gegeben, zu wissen, dass dieser „freundliche Gnom“ (friendly gnome) in der Gewaltigkeit der Gestapozentrale in seiner Nähe zu wissen. Best resümierte daher, dass er nicht ausdrücken können, „wie stark“ er in Grothes Schuld stehen würde, aufgrund der Hilfe und aufgrund des Trostes, die dieser ihm während der Jahre seiner Gefangenschaft gespendet habe („I cannot express how much I am indebted to him for his help and the comfort he gave me.“). Überhaupt sei er ein „durch und durch anständiger Kerl“ (thoroughly decent fellow) gewesen, der von den nazistischen Gedankengut „ziemlich unverseucht“ (quite uncontaminated) gewesen sei.
In den letzten Wochen des Zweiten Weltkriegs war Grothe an der Durchführung der von Heinrich Himmler im Rahmen einer Übereinkunft mit Folke Bernadotte und dem schwedischen Roten Kreuz veranlassten Überführung einiger tausend KZ-Häftlinge nach Schweden beteiligt.
Nach dem Zweiten Weltkrieg wurde Grothe als Zeuge im Rahmen der Nürnberger Prozesse vernommen. Zu seinen Mithäftlingen in der alliierten Internierungshaft zählte unter anderem der frühere Reichskanzler Franz von Papen, den Grothe über die Hintergründe der Röhm-Affäre aufklärte. In Papens Memoiren Der Wahrheit eine Gasse berichtet Papen hierüber, wobei er Grothe als Bruno G. bezeichnet. Nach seiner Entlassung aus der Gefangenschaft im Internierungs- und Arbeitslager Dachau im April 1948 ließ Grothe sich in Hamburg nieder. Im Rahmen seiner Entnazifizierung wurde Grothe 1949 in die Kategorie V („entlastet“) eingestuft.
In den 1960er Jahren wurde Grothe im Rahmen verschiedener Ermittlungsverfahren bundesdeutscher Behörden zu NS-Verbrechen verhört: So zum Verbleib des ehemaligen Gestapo-Chefs Heinrich Müller sowie im Rahmen der Ermittlungen der Staatsanwaltschaft beim Kammergericht in Berlin gegen die Angehörigen des ehemaligen RSHA.

## Familie
Seit dem 24. März 1927 war Grothe mit der Agnes Kurtzahn verheiratet.